# ČEZ Obnovitelné zdroje
ČEZ Obnovitelné zdroje, s.r.o. je součástí skupiny ČEZ. Tato společnost byla vytvořena za účelem výroby ekologické a čisté energie. Výrobní portfolio společnosti tedy spadá do oblasti průtočných vodních elektráren, větrných elektráren a fotovoltaických elektráren. Mezi další elektrárny, které jsou v kategorii obnovitelných zdrojů jsou biomasa a bioplyn.

## Větrné elektrárny skupiny ČEZ
- Větrný park Fantanele - Cogealac (prodáno v roce 2020)[2]
- Větrný park Ayyildiz (Turecko)[3]
- Větrné elektrárny Janov
- Větrné elektrárny Věžnice
- Větrné elektrárny v Německu[4]

## Vodní elektrárny skupiny ČEZ v ČR
- Vodní elektrárna Borek (Polsko)
- Vodní elektrárna Brno Kníničky
- Vodní elektrárna Brno Komín
- Vodní elektrárna Bukovec
- Vodní elektrárna Čeňkova Pila
- Vodní elektrárna Černé jezero
- Vodní elektrárna Dalešice
- Vodní elektrárna Dlouhé stráně (neřadí se k OZE)
- Vodní elektrárna Hněvkovice
- Vodní elektrárna Hradec Králové
- Vodní elektrárna Hracholusky
- Vodní elektrárna Kamýk
- Vodní elektrárna Kořensko
- Vodní elektrárna Les Království
- Vodní elektrárna Lipno
- Vodní elektrárna Mělník
- Vodní elektrárna Mohelno
- Vodní elektrárna Obříství
- Vodní elektrárna Orlík
- Vodní elektrárna Pardubice
- Vodní elektrárna Pastviny
- Vodní elektrárna Práčov
- Vodní elektrárna Předměřice nad Labem
- Vodní elektrárna Přelouč
- Vodní elektrárna Skawinka II (Polsko)
- Vodní elektrárna Slapy
- Vodní elektrárna Spálov
- Vodní elektrárna Spytihněv
- Vodní elektrárna Střekov
- Vodní elektrárna Štěchovice
- Vodní elektrárna Vrané nad Vltavou
- Vodní elektrárna Vydra
- Vodní elektrárna Želina

## Fotovoltaické elektrárny skupiny ČEZ v ČR
- Fotovoltaická elektrárna Bežerovice
- Fotovoltaická elektrárna Buštěhrad
- Fotovoltaická elektrárna Čekanice
- Fotovoltaická elektrárna Dlouhé stráně
- Fotovoltaická elektrárna Dukovany (vyřazena z provozu)
- Fotovoltaická elektrárna Hrušovany
- Fotovoltaická elektrárna Chýnov
- Fotovoltaická elektrárna Přelouč
- Fotovoltaická elektrárna Žabčice
- Fotovoltaická elektrárna Mimoň
- Fotovoltaická elektrárna Pánov
- Fotovoltaická elektrárna Ralsko
- Fotovoltaická elektrárna Ševětín
- Fotovoltaická elektrárna Vranovská Ves

## Elektrárny skupiny ČEZ v ČR zpracovávající biomasu
- Elektrárna Poříčí
- Elektrárna Hodonín
- Teplárna Dvůr Králové
- Energetické centrum Jindřichův Hradec
- Teplárna Trmice